# Sympycnus turbidus
Sympycnus turbidus är en tvåvingeart som beskrevs av Becker 1922. Sympycnus turbidus ingår i släktet Sympycnus och familjen styltflugor. Inga underarter finns listade i Catalogue of Life.